# Liste der Baudenkmale in Whangarei
Die Liste der Baudenkmale in Whangarei umfasst alle vom New Zealand Historic Places Trust (NZHPT) als „Historic Place“ oder „Historic Area“ eingestuften Baudenkmale und Flächendenkmale der neuseeländischen Ortschaft Whangarei. Die Angaben stammen aus dem Register des NZHPT. Die Bezeichnungen der Baudenkmale orientieren sich an diesem Register. In die Liste werden auch bekannte Wahi Tapu (Area), kulturell und religiös bedeutsame Stätten und Gebiete der Māori, aufgenommen. Sie werden jedoch meist nicht publiziert.

| Bild                               | Bezeichnung                        | Ort       | Anschrift                                                 | Beschreibung                                                  | Bauzeit   | Eintrag            | Nummer | Kat. |
| ---------------------------------- | ---------------------------------- | --------- | --------------------------------------------------------- | ------------------------------------------------------------- | --------- | ------------------ | ------ | ---- |
| Kensington Park Grandstand         | Kensington Park Grandstand         | Whangarei | Park Avenue Karte                                         | Tribüne                                                       | 1903      | 28. Juni 1990      | 3829   | 1    |
| Clarke Homestead (Former)          | Clarke Homestead (Former)          | Whangarei | State Highway 14, Maunu Karte                             | Wohnhaus, auf dem Gelände des Museums Whangarei Museum.       | n.a.      | 23. Juni 1983      | 0478   | 2    |
| Public Trust Office (Former)       | Public Trust Office (Former)       | Whangarei | 69 Bank Street Karte                                      | Verwaltungsgebäude                                            | n.a.      | 23. Juni 1983      | 0479   | 2    |
| BW                                 | Reyburn House                      | Whangarei | Lower Quay Street Karte                                   | Wohnhaus                                                      | n.a.      | 23. Juni 1983      | 0480   | 2    |
| Oruaiti Chapel                     | Oruaiti Chapel                     | Whangarei | State Highway 14, Northland Regional Museum, Maunu Karte  | Kapelle, auf dem Gelände des Whangarei Museums                | n.a.      | 22. August 1991    | 3291   | 2    |
| BW                                 | Cottage                            | Whangarei | 26 Kensington Avenue Karte                                | Wohnhaus                                                      | n.a.      | 6. September 1984  | 3914   | 2    |
| BW                                 | House                              | Whangarei | 12 Aubrey Street und Norfolk Street Karte                 | Wohnhaus                                                      | n.a.      | 6. September 1984  | 3915   | 2    |
| BW                                 | House                              | Whangarei | 19 Aubrey Street Karte                                    | Wohnhaus                                                      | n.a.      | 6. September 1984  | 3916   | 2    |
| BW                                 | House                              | Whangarei | 12 Cross Street Karte                                     | Wohnhaus                                                      | n.a.      | 6. September 1984  | 3917   | 2    |
| BW                                 | House                              | Whangarei | 14 Cross Street Karte                                     | Wohnhaus                                                      | n.a.      | 6. September 1984  | 3918   | 2    |
| BW                                 | House                              | Whangarei | 15 Cross Street Karte                                     | Wohnhaus                                                      | n.a.      | 6. September 1984  | 3919   | 2    |
| BW                                 | House                              | Whangarei | 13 Manse Street Karte                                     | Wohnhaus                                                      | n.a.      | 6. September 1984  | 3920   | 2    |
| BW                                 | House                              | Whangarei | 25 Manse Street Karte                                     | Wohnhaus                                                      | n.a.      | 6. September 1984  | 3921   | 2    |
| BW                                 | Keyte Barn                         | Whangarei | 19 Aubrey Street Karte                                    | Schuppen                                                      | n.a.      | 6. September 1984  | 3922   | 2    |
| BW                                 | McDonald House                     | Whangarei | 388-398 Maunu Road Karte (ungenau)                        | Wohnhaus                                                      | n.a.      | 6. September 1984  | 3926   | 2    |
| BW                                 | Mitchell House                     | Whangarei | Vinegar Hill Road, Tikipunga Karte                        | Wohnhaus                                                      | 1883      | 14. Dezember 1995  | 7288   | 2    |
| BW                                 | Harding Army Hall                  | Whangarei | Walton Street und Robert Street Karte                     | Halle des neuseeländischen Militärs                           | 1890      | 15. September 2000 | 7473   | 2    |
| Whangarei Central Library          | Whangarei Central Library          | Whangarei | 7 Rust Avenue Karte                                       | Bibliothek                                                    | 1936      | 25. Juni 2004      | 7539   | 2    |
| Whangarei Railway Station (Former) | Whangarei Railway Station (Former) | Whangarei | Railway Road Karte                                        | Bahnhofsgebäude                                               | 1924/1925 | 24. März 2006      | 7646   | 2    |
| BW                                 | Railway House (Former)             | Whangarei | 4 Railway Terrace, Morningside Karte                      | Wohnhaus                                                      | 1928      | 14. Mai 2008       | 7744   | 2    |
| BW                                 | Railway House (Former)             | Whangarei | 6 Railway Terrace, Morningside Karte                      | Wohnhaus                                                      | 1938      | 14. Mai 2008       | 7745   | 2    |
| BW                                 | Marsden Place Historic Area        | Whangarei | Marsden Place Karte                                       | Platz mit vier umliegenden Wohnhäusern                        | n.a.      | 6. September 1984  | 7003   | HA   |
|                                    | Pa                                 | Whangarei | Matakohe Limestone Island                                 | Pā, befestigtes Dorf der Māori                                |           |                    | 6006   | 2    |
|                                    | Middens                            | Whangarei | Matakohe Limestone Island                                 | Abfallhaufen                                                  |           |                    | 6007   | 2    |
|                                    | Middens                            | Whangarei | Matakohe Limestone Island                                 | Abfallhaufen                                                  |           |                    | 6008   | 2    |
|                                    | Middens                            | Whangarei | Matakohe Limestone Island                                 | Abfallhaufen                                                  |           |                    | 6009   | 2    |
|                                    | Midden/Findspot                    | Whangarei | Matakohe Limestone Island                                 | Abfallhaufen/Fundplatz                                        |           |                    | 6010   | 2    |
|                                    | Middens/Terraces                   | Whangarei | Matakohe Limestone Island                                 | Abfallhaufen/Terrassen                                        |           |                    | 6011   | 2    |
|                                    | Middens/Terraces                   | Whangarei | Matakohe Limestone Island                                 | Abfallhaufen/Terrassen                                        |           |                    | 6012   | 2    |
|                                    | Middens/Terraces                   | Whangarei | Matakohe Limestone Island                                 | Abfallhaufen/Terrassen                                        |           |                    | 6013   | 2    |
|                                    | Middens                            | Whangarei | Matakohe Limestone Island                                 | Abfallhaufen                                                  |           |                    | 6014   | 2    |
|                                    | Middens                            | Whangarei | Matakohe Limestone Island                                 | Abfallhaufen                                                  |           |                    | 6015   | 2    |
|                                    | Middens                            | Whangarei | Matakohe Limestone Island                                 | Abfallhaufen                                                  |           |                    | 6016   | 2    |
|                                    | Middens                            | Whangarei | Matakohe Limestone Island                                 | Abfallhaufen                                                  |           |                    | 6017   | 2    |
|                                    | Cultivations                       | Whangarei | Matakohe Limestone Island                                 |                                                               |           |                    | 6018   | 2    |
| BW                                 | Maungakohatu                       | Whangarei | Mangakahia Karte                                          | Hügelkette mit Bedeutung für die Māori; Standort eines Pā.    | n.a.      | 18. April 1996     | 7316   | WTA  |
| BW                                 | Ngunguru Spit                      | Whangarei | rechtes Ufer des Ngunguru River gegenüber Ngunguru. Karte | Abfallhaufen, Schlachtfeld, Begräbnisplatz, Standort eines Pā | n.a.      | 10. Juni 1996      | 7317   | WTA  |